# Scherma alla XXVI Universiade
Gli incontri di scherma alla XXVI Universiade si sono svolti dal 13 al 18 agosto 2011 al nono padiglione dello Shenzen Convention & Exhibition Center di Shenzen, Cina.

## Podi

### Uomini
| Evento               | Oro                                                                     | Argento                                                                  | Bronzo                                                                          |
| Spada                |                                                                         |                                                                          |                                                                                 |
| Spada individuale    | Péter Szényi                                                            | Virgile Marchal                                                          | Anatolyj Herej Raffaello Marzani                                                |
| Spada a squadre      | Russia Nikita Glazkov Sergej Chodos Aleksandr Velikanov Vseslav Morgoev | Francia Alex Fava Virgile Marchal Adrien Penso-Tsai Alexandre Bardenet   | Ungheria Péter Szényi Daniel Budai Mark Hanczvikkel                             |
| Fioretto             |                                                                         |                                                                          |                                                                                 |
| Fioretto individuale | Martino Minuto                                                          | Lei Sheng                                                                | Zhu Jun Heo Jun                                                                 |
| Fioretto a squadre   | Cina Lei Sheng Huang Liangcai Zhu Jun Chen Min                          | Italia Alessio Foconi Tommaso Lari Martino Minuto Luca Simoncelli        | Russia Aleksej Chovanskij Igor' Zapozdaev Artur Achmatchuzin Dmitrij Komissarov |
| Sciabola             |                                                                         |                                                                          |                                                                                 |
| Sciabola individuale | Andrij Jahodka                                                          | Gu Bon-Gil                                                               | Massimiliano Murolo He Wei                                                      |
| Sciabola a squadre   | Ucraina Dmytro Bojko Oleh Šturbabin Andrij Jahodka Dmytro Pundyk        | Italia Marco Tricarico Massimiliano Murolo Luigi Miracco Stefano Sbragia | Corea del Sud Heo Young Gu Gu Bon-Gil Hwang Byung Yul                           |

### Donne
| Evento               | Oro                                                                             | Argento                                                                          | Bronzo                                                                  |
| Spada                |                                                                                 |                                                                                  |                                                                         |
| Spada individuale    | Lauren Rembi                                                                    | Olena Kryvyc'ka                                                                  | Ayaka Shimookawa Shin A-Lam                                             |
| Spada a squadre      | Francia Melissa Goram Lauren Rembi Marie-Gabrielle Fayolle Mathilde Grumier     | Stati Uniti Courtney Hurley Kelley Hurley Susannah Scanlan Holly Buechel         | Russia Vlada Vlasova Elena Šašarina Tat'jana Andrjušina Majja Gučmazova |
| Fioretto             |                                                                                 |                                                                                  |                                                                         |
| Fioretto individuale | Kamilla Gafurzjanova                                                            | Jeon Hee-Sook                                                                    | Katarzyna Kryczało Julija Birjukova                                     |
| Fioretto a squadre   | Russia Viktorija Kozyreva Julija Birjukova Kamilla Gafurzjanova Julija Rašidova | Polonia Hanna Łyczbińska Marta Łyczbińska Katarzyna Kryczało Karolina Chlewińska | Francia Bérangère Genevois Maeva Roulin Ysora Thibus Clarisse Luminet   |
| Sciabola             |                                                                                 |                                                                                  |                                                                         |
| Sciabola individuale | Ol'ha Charlan                                                                   | Bianca Pascu                                                                     | Kim Ji Yeon Au Yeung Wai Sum                                            |
| Sciabola a squadre   | Cina Chen Xiaodong Xia Min Li Fei Yuan Tingting                                 | Ucraina Alina Komaščuk Olena Chomrova Ol'ha Charlan Halyna Pundyk                | Corea del Sud Choi Soo-Yeon Kim Ji-Yeon Lee Ra-Jin                      |

## Medagliere
| Posizione | Paese         |    |    |    | Totale |
| --------- | ------------- | -- | -- | -- | ------ |
| 1         | Ucraina       | 3  | 2  | 1  | 6      |
| 2         | Russia        | 3  | 0  | 3  | 6      |
| 3         | Francia       | 2  | 2  | 1  | 5      |
| 4         | Cina          | 2  | 1  | 2  | 5      |
| 5         | Italia        | 1  | 2  | 2  | 5      |
| 6         | Ungheria      | 1  | 0  | 1  | 2      |
| 7         | Corea del Sud | 0  | 2  | 5  | 7      |
| 8         | Polonia       | 0  | 1  | 1  | 2      |
| 9         | Romania       | 0  | 1  | 0  | 1      |
| 9         | Stati Uniti   | 0  | 1  | 0  | 1      |
| 11        | Hong Kong     | 0  | 0  | 1  | 1      |
| 11        | Giappone      | 0  | 0  | 1  | 1      |
| Totale    | Totale        | 12 | 12 | 18 | 42     |